# Sandownidae
Sandownidae — вымершее семейство черепах из вымершей клады Эвкриптодиры подотряда Скрытошейные черепахи. Жили в меловом периоде (130—61,6 млн лет назад). Ископаемые остатки известны из отложений Европы, Африки, Южной и Северной Америки. Это были всеядные пресноводные черепахи.

## Роды и виды
На февраль 2024 в семейство включают 4 монотипических рода:
- †Angolachelys Mateus et al., 2009
  - †Angolachelys mbaxi Mateus et al., 2009
- †Brachyopsemys Tong and Meylan, 2013
  - †Brachyopsemys tingitana Tong and Meylan, 2013
- †Leyvachelys Cadena, 2015
  - †Leyvachelys cipadi Cadena, 2015
- †Sandownia Meylan et al., 2000
  - †Sandownia harrisi Meylan et al., 2000